# Liste der Bodendenkmäler in Pfeffenhausen
Auf dieser Seite sind die Bodendenkmäler in dem niederbayerischen Markt Pfeffenhausen zusammengestellt. Diese Tabelle ist eine Teilliste der Liste der Bodendenkmäler in Bayern. Grundlage ist die Bayerische Denkmalliste, die auf Basis des Bayerischen Denkmalschutzgesetzes vom 1. Oktober 1973 erstmals erstellt wurde und seither durch das Bayerische Landesamt für Denkmalpflege geführt wird. Die folgenden Angaben ersetzen nicht die rechtsverbindliche Auskunft der Denkmalschutzbehörde.

## Bodendenkmäler in Pfeffenhausen

### Bodendenkmäler in der Gemarkung Attenhofen
| Lage                  | Objekt                                     | Akten-Nr.     | Bild |
| --------------------- | ------------------------------------------ | ------------- | ---- |
| Attenhofen (Standort) | Grabhügel vorgeschichtlicher Zeitstellung. | D-2-7337-0001 |      |

### Bodendenkmäler in der Gemarkung Leibersdorf
| Lage                   | Objekt                                                                                       | Akten-Nr.     | Bild |
| ---------------------- | -------------------------------------------------------------------------------------------- | ------------- | ---- |
| Leibersdorf (Standort) | Verebnetes Grabenwerk bzw. verebneter Kreisgraben vor- und frühgeschichtlicher Zeitstellung. | D-2-7337-0063 |      |

### Bodendenkmäler in der Gemarkung Niederhatzkofen
| Lage                       | Objekt                                               | Akten-Nr.     | Bild |
| -------------------------- | ---------------------------------------------------- | ------------- | ---- |
| Niederhatzkofen (Standort) | Verebnete Grabhügel vorgeschichtlicher Zeitstellung. | D-2-7337-0028 |      |

### Bodendenkmäler in der Gemarkung Niederhornbach
| Lage                      | Objekt | Akten-Nr.     | Bild |
| ------------------------- | --- | ------------- | ---- |
| Niederhornbach (Standort) | Burgstall des Mittelalters. | D-2-7337-0029 |      |
| Niederhornbach (Standort) | Verebnete Grabhügel vorgeschichtlicher Zeitstellung. | D-2-7337-0031 |      |
| Niederhornbach (Standort) | Siedlung vor- und frühgeschichtlicher Zeitstellung. | D-2-7337-0033 |      |
| Niederhornbach (Standort) | Untertägige mittelalterliche und frühneuzeitliche Befunde im Bereich der Katholischen Kirche St. Ulrich in Ebenhausen, darunter Spuren von Vorgängerbauten bzw. älteren Bauphasen.                                                                                            | D-2-7337-0089 |      |
| Niederhornbach (Standort) | Untertägige mittelalterliche und frühneuzeitliche Befunde im Bereich der Katholischen Kirche St. Stephan in Oberhornbach, darunter Spuren von Vorgängerbauten bzw. älteren Bauphasen.                                                                                         | D-2-7337-0099 |      |
| Niederhornbach (Standort) | Untertägige mittelalterliche und frühneuzeitliche Befunde im Bereich der Katholischen Pfarrkirche St. Laurentius in Niederhornbach, darunter Spuren von Vorgängerbauten bzw. älteren Bauphasen.                                                                               | D-2-7337-0102 |      |
| Niederhornbach (Standort) | Untertägige mittelalterliche und frühneuzeitliche Befunde im Bereich des Schlosses von Niederhornbach mit einstmaligen Nebengebäuden, Gartenanlagen und Befestigungselementen, darunter die Spuren von Vorgängerbauten bzw. älteren Bauphasen und abgegangenen Gebäudeteilen. | D-2-7337-0103 |      |
| Niederhornbach (Standort) | Grabhügel vorgeschichtlicher Zeitstellung. | D-2-7337-0164 |      |
| Niederhornbach (Standort) | Grabhügel vorgeschichtlicher Zeitstellung. | D-2-7337-0165 |      |

### Bodendenkmäler in der Gemarkung Oberlauterbach
| Lage                      | Objekt | Akten-Nr.     | Bild |
| ------------------------- | --- | ------------- | ---- |
| Oberlauterbach (Standort) | Viereckschanze der späten Latènezeit. | D-2-7237-0121 |      |
| Oberlauterbach (Standort) | Siedlung der namengebenden Fundstelle der mittelneolithischen Gruppe Oberlauterbach | D-2-7237-0122 |      |
| Oberlauterbach (Standort) | Siedlung und verebnetes Grabenwerk vor- und frühgeschichtlicher Zeitstellung. | D-2-7237-0124 |      |
| Oberlauterbach (Standort) | Siedlung vor- und frühgeschichtlicher Zeitstellung. | D-2-7237-0125 |      |
| Oberlauterbach (Standort) | Siedlung vor- und frühgeschichtlicher Zeitstellung. | D-2-7237-0126 |      |
| Oberlauterbach (Standort) | Siedlung vor- und frühgeschichtlicher Zeitstellung. | D-2-7237-0127 |      |
| Oberlauterbach (Standort) | Siedlung des Neolithikums. | D-2-7237-0217 |      |
| Oberlauterbach (Standort) | Untertägige mittelalterliche und frühneuzeitliche Befunde im Bereich der Katholischen Kirche Unserer Lieben Frau in Oberlauterbach, darunter Spuren von Vorgängerbauten bzw. älteren Bauphasen.                                                        | D-2-7237-0218 |      |
| Oberlauterbach (Standort) | Untertägige mittelalterliche und frühneuzeitliche Befunde im Bereich des Schlosses von Oberlauterbach mit einstmaligen Nebengebäuden und Gartenanlagen, darunter die Spuren von Vorgängerbauten bzw. älteren Bauphasen und abgegangenen Gebäudeteilen. | D-2-7237-0219 |      |
| Oberlauterbach (Standort) | Siedlung des Neolithikums, unter anderem der Oberlauterbacher und Münchshöfener Gruppe, sowie der Bronzezeit oder Urnenfelderzeit. | D-2-7337-0034 |      |
| Oberlauterbach (Standort) | Untertägige mittelalterliche und frühneuzeitliche Befunde im Bereich der Katholischen Kirche St. Johannes d. Täufer in Baldershausen, darunter Spuren von Vorgängerbauten bzw. älteren Bauphasen.                                                      | D-2-7337-0095 |      |

### Bodendenkmäler in der Gemarkung Pfeffenhausen
| Lage                     | Objekt | Akten-Nr.     | Bild |
| ------------------------ | --- | ------------- | ---- |
| Pfeffenhausen (Standort) | Siedlung der Linearbandkeramik, der Gruppe Oberlauterbach, der Münchshöfener Gruppe, des Spätneolithikums, der mittleren Bronzezeit und der späten Latènezeit. | D-2-7337-0036 |      |
| Pfeffenhausen (Standort) | Siedlung vor- und frühgeschichtlicher Zeitstellung. | D-2-7337-0037 |      |
| Pfeffenhausen (Standort) | Siedlung vor- und frühgeschichtlicher Zeitstellung. | D-2-7337-0038 |      |
| Pfeffenhausen (Standort) | Siedlung vor- und frühgeschichtlicher Zeitstellung. | D-2-7337-0040 |      |
| Pfeffenhausen (Standort) | Siedlung vor- und frühgeschichtlicher Zeitstellung. | D-2-7337-0041 |      |
| Pfeffenhausen (Standort) | Siedlung vor- und frühgeschichtlicher Zeitstellung. | D-2-7337-0057 |      |
| Pfeffenhausen (Standort) | Siedlung und verebnetes Grabenwerk vor- und frühgeschichtlicher Zeitstellung. | D-2-7337-0058 |      |
| Pfeffenhausen (Standort) | Verebnete Viereckschanze der späten Latènezeit. | D-2-7337-0060 |      |
| Pfeffenhausen (Standort) | Untertägige mittelalterliche und frühneuzeitliche Befunde im Bereich der historischen Marktsiedlung von Pfeffenhausen. | D-2-7337-0068 |      |
| Pfeffenhausen (Standort) | Archäologische Befunde im Bereich der Marktbefestigung des späten Mittelalters und der frühen Neuzeit von Pfeffenhausen. | D-2-7337-0069 |      |
| Pfeffenhausen (Standort) | Untertägige mittelalterliche und frühneuzeitliche Befunde im Bereich der Katholischen Kirche St. Nikolaus in Egglhausen, darunter Spuren von Vorgängerbauten bzw. älteren Bauphasen.                                                                                                   | D-2-7337-0091 |      |
| Pfeffenhausen (Standort) | Untertägige mittelalterliche und frühneuzeitliche Befunde im Bereich der Katholischen Kirche St. Blasius in Eichstätt, darunter Spuren von Vorgängerbauten bzw. älteren Bauphasen. | D-2-7337-0107 |      |
| Pfeffenhausen (Standort) | Untertägige mittelalterliche und frühneuzeitliche Befunde im Bereich des abgegangenen Herrschaftssitzes von Holzhausen mit einstmaligen Nebengebäuden, Gartenanlagen und Wassergraben, darunter die Spuren von Vorgängerbauten bzw. älterer Bauphasen und abgebrochenen Gebäudeteilen. | D-2-7337-0110 |      |
| Pfeffenhausen (Standort) | Untertägige mittelalterliche und frühneuzeitliche Befunde im Bereich der Katholischen Pfarrkirche St. Martin in Pfeffenhausen, darunter Spuren von Vorgängerbauten bzw. älteren Bauphasen.                                                                                             | D-2-7337-0111 |      |
| Pfeffenhausen (Standort) | Untertägige mittelalterliche und frühneuzeitliche Befunde im Bereich des abgegangenen südöstlichen Tores (’Landshuter Tor’) der Marktbefestigung von Pfeffenhausen, darunter Spuren von Vorgängerbauten bzw. älteren Bauphasen.                                                        | D-2-7337-0112 |      |
| Pfeffenhausen (Standort) | Untertägige mittelalterliche und frühneuzeitliche Befunde im Bereich des abgegangenen ’Oberen Tores’ im SW der Marktbefestigung von Pfeffenhausen, darunter Spuren von Vorgängerbauten bzw. älteren Bauphasen.                                                                         | D-2-7337-0113 |      |
| Pfeffenhausen (Standort) | Untertägige mittelalterliche und frühneuzeitliche Befunde im Bereich des abgegangenen ’Unteren Tores’ im NO der Marktbefestigung von Pfeffenhausen, darunter Spuren von Vorgängerbauten bzw. älteren Bauphasen.                                                                        | D-2-7337-0114 |      |
| Pfeffenhausen (Standort) | Untertägige mittelalterliche und frühneuzeitliche Befunde im Bereich des abgegangenen ’Neustadter Tores’ im NW der Marktbefestigung von Pfeffenhausen, darunter Spuren von Vorgängerbauten bzw. älteren Bauphasen.                                                                     | D-2-7337-0115 |      |

### Bodendenkmäler in der Gemarkung Rainertshausen
| Lage                                    | Objekt | Akten-Nr.     | Bild |
| --------------------------------------- | --- | ------------- | ---- |
| Rainertshausen (Standort)               | Turmhügel des Mittelalters. | D-2-7337-0042 |      |
| Rainertshausen (Standort)               | Frühmittelalterlicher Ringwall. | D-2-7337-0043 |      |
| Rainertshausen (Standort)               | Frühmittelalterliche Befestigung. | D-2-7337-0044 |      |
| Rainertshausen (Standort)               | Siedlung vor- und frühgeschichtlicher Zeitstellung. | D-2-7337-0045 |      |
| Rainertshausen (Standort)               | Siedlung vor- und frühgeschichtlicher Zeitstellung. | D-2-7337-0046 |      |
| Rainertshausen (Standort)               | Verebnete Grabhügel vorgeschichtlicher Zeitstellung. | D-2-7337-0047 |      |
| Rainertshausen (Standort)               | Verebnetes Grabenwerk und Siedlung vor- und frühgeschichtlicher Zeitstellung. | D-2-7337-0048 |      |
| Rainertshausen (Standort)               | Siedlung vor- und frühgeschichtlicher Zeitstellung. | D-2-7337-0049 |      |
| Rainertshausen (Standort)               | Verebneter Grabhügel vorgeschichtlicher Zeitstellung. | D-2-7337-0050 |      |
| Rainertshausen (Standort)               | Untertägige mittelalterliche und frühneuzeitliche Befunde im Bereich der Katholischen Kirche St. Korona in Koppenwall, darunter Spuren von Vorgängerbauten bzw. älteren Bauphasen.                                            | D-2-7337-0067 |      |
| Rainertshausen (Standort)               | Untertägige mittelalterliche und frühneuzeitliche Befunde im Bereich der Katholischen Pfarrkirche Mariä Opferung in Pfaffendorf, darunter Spuren von Vorgängerbauten bzw. älteren Bauphasen.                                  | D-2-7337-0084 |      |
| Rainertshausen (Standort)               | Untertägige mittelalterliche und frühneuzeitliche Befunde im Bereich des ehemaligen Schlosses bzw. Edelsitzes von Pfaffendorf, darunter die Spuren von Vorgängerbauten bzw. älteren Bauphasen und abgegangenen Gebäudeteilen. | D-2-7337-0086 |      |
| Rainertshausen (Standort)               | Untertägige mittelalterliche und frühneuzeitliche Befunde im Bereich der Katholischen Pfarrkirche St. Erhard in Rainertshausen, darunter Spuren von Vorgängerbauten bzw. älteren Bauphasen.                                   | D-2-7337-0087 |      |
| Rainertshausen (Standort)               | Untertägige mittelalterliche und frühneuzeitliche Befunde im Bereich der Katholischen Kirche St. Bartholomäus in Koppenwall, darunter Spuren von Vorgängerbauten bzw. älteren Bauphasen.                                      | D-2-7337-0105 |      |
| Rainertshausen Pfeffenhausen (Standort) | Viereckiges Grabenwerk vor- und frühgeschichtlicher Zeitstellung. | D-2-7337-0166 |      |

### Bodendenkmäler in der Gemarkung Schmatzhausen
| Lage                     | Objekt                                              | Akten-Nr.     | Bild |
| ------------------------ | --------------------------------------------------- | ------------- | ---- |
| Schmatzhausen (Standort) | Siedlung vor- und frühgeschichtlicher Zeitstellung. | D-2-7338-0133 |      |

### Bodendenkmäler in der Gemarkung Stollnried
| Lage                  | Objekt                                                           | Akten-Nr.     | Bild |
| --------------------- | ---------------------------------------------------------------- | ------------- | ---- |
| Stollnried (Standort) | Turmhügel des Mittelalters.                                      | D-2-7338-0104 |      |
| Stollnried (Standort) | Siedlung vor- und frühgeschichtlicher Zeitstellung.              | D-2-7338-0106 |      |
| Stollnried (Standort) | Verebnetes Grabenwerk vor- und frühgeschichtlicher Zeitstellung. | D-2-7338-0107 |      |